# Bacteria hastata
Bacteria hastata är en insektsart som beskrevs av Hermann Burmeister 1838. Bacteria hastata ingår i släktet Bacteria och familjen Diapheromeridae. Inga underarter finns listade.